# Герусовка
Герусовка (укр. Герусівка) — село, Белоцерковский сельский совет, Великобагачанский район, Полтавская область, Украина.
Код КОАТУУ — 5320281205. Население по переписи 2001 года составляло 90 человек.

## Географическое положение
Село Герусовка находится на правом берегу реки Псёл, выше по течению на расстоянии в 0,5 км расположено село Красногоровка, ниже по течению на расстоянии в 3 км расположено село Балаклея, на противоположном берегу — село Белоцерковка. Рядом проходит автомобильная дорога М-03.